# Шалевич В'ячеслав Анатолійович
В'ячеслав Анатолійович Шалевич (27 травня 1934, Москва — 21 грудня 2016, там само) — російський актор. Народний артист Росії (1979).

## Життєпис
Народився 27 травня 1934 р. Закінчив Театральне училище ім. Б. Щукіна при Театрі ім. Є. Вахтангова (1958) та Вищі режисерські курси при Державному інституті театрального мистецтва в Москві (1979).

## Фільмографія
Грав Швабріна в «Капітанській дочці» (1958), Григорія в «Три тополі на Плющисі» (1968), інженера у «Вірінеї» (1969), в українських кінокартинах: «Мовчать тільки статуї» (1962, Алі), «Срібний тренер» (1963, Льоня), «Космічний сплав» (1964) та ін.